# Mottistone
Mottistone – wieś w Anglii, na wyspie Wight. Leży 12 km na południowy zachód od miasta Newport i 132 km na południowy zachód od Londynu.